# Authevernes
Authevernes est une commune française située dans le département de l'Eure, en région Normandie.

## Géographie

### Localisation
| Les Thilliers-en-Vexin                  | Vesly                                    |                  |
| Vexin-sur-Epte (comm. dél. de Cantiers) | Authevernes                              | Guerny           |
|                                         | Vexin-sur-Epte (comm. dél. de Cahaignes) | Château-sur-Epte |

### Hydrographie
La commune est située dans le bassin Seine-Normandie. Elle n'est drainée par aucun cours d'eau,.

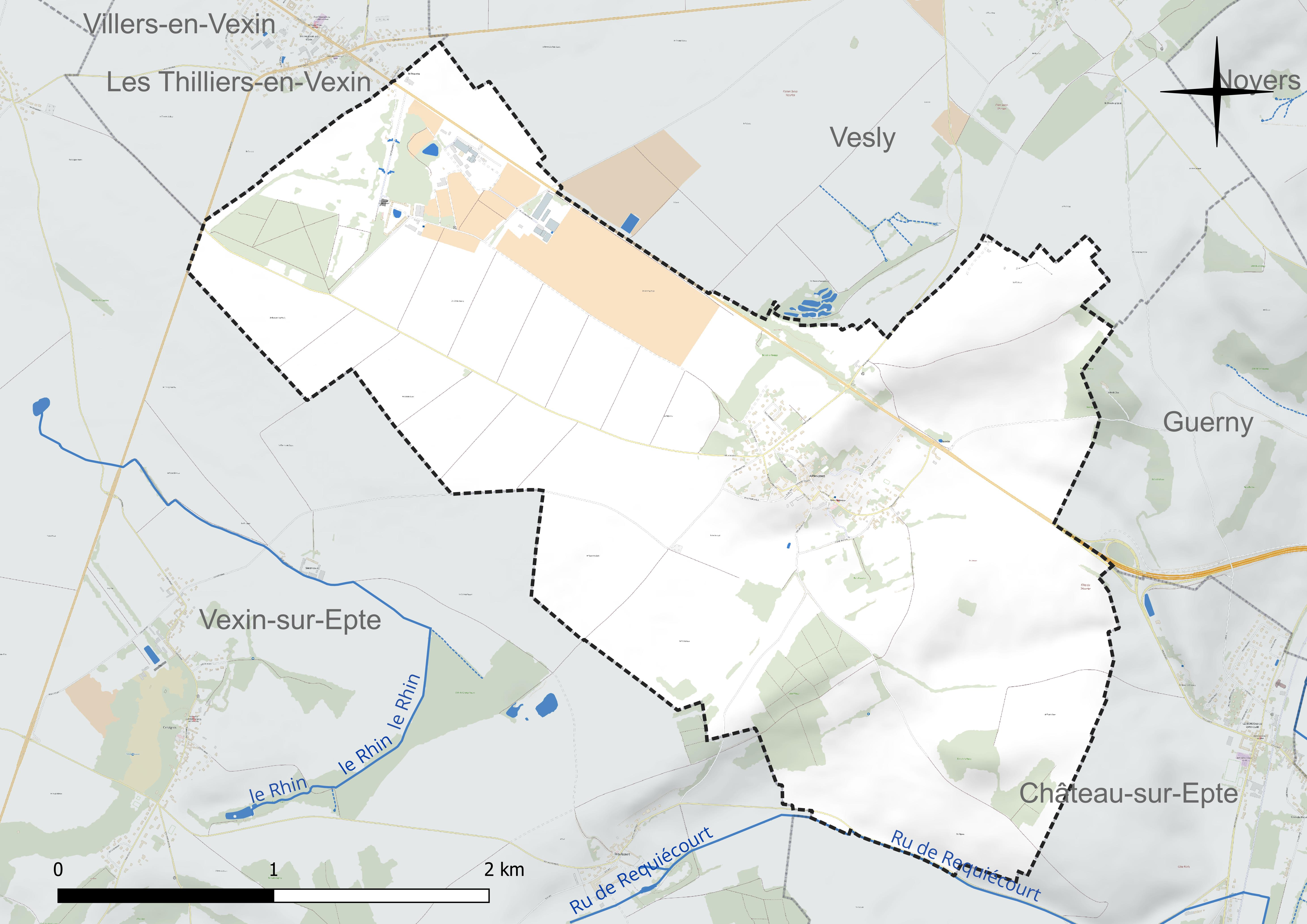
Réseau hydrographique d'Authevernes.

### Climat
Pour des articles plus généraux, voir Climat de la Normandie et Climat de l'Eure.
En 2010, le climat de la commune est de type climat océanique dégradé des plaines du Centre et du Nord, selon une étude du CNRS s'appuyant sur une série de données couvrant la période 1971-2000. En 2020, Météo-France publie une typologie des climats de la France métropolitaine dans laquelle la commune est exposée à un climat océanique et est dans la région climatique Sud-ouest du bassin Parisien, caractérisée par une faible pluviométrie, notamment au printemps (120 à 150 mm) et un hiver froid (3,5 °C). Parallèlement le GIEC normand, un groupe régional d’experts sur le climat, différencie quant à lui, dans une étude de 2020, trois grands types de climats pour la région Normandie, nuancés à une échelle plus fine par les facteurs géographiques locaux. La commune est, selon ce zonage, exposée à un « climat des plateaux abrités », correspondant aux plaines agricoles de l’Eure, avec une pluviométrie beaucoup plus faible que dans la plaine de Caen en raison du double effet d’abri provoqué par les collines du Bocage normand et par celles qui s’étendent sur un axe du Pays d'Auge au Perche.
Pour la période 1971-2000, la température annuelle moyenne est de 10,6 °C, avec  une amplitude thermique annuelle de 14,4 °C. Le cumul annuel moyen de précipitations est de 759 mm, avec 11,9 jours de précipitations en janvier et 8,5 jours en juillet. Pour la période 1991-2020, la température moyenne annuelle observée sur la station météorologique la plus proche, située sur la commune d'Étrépagny à 10 km à vol d'oiseau, est de 11,3 °C et le cumul annuel moyen de précipitations est de 774,0 mm,. Pour l'avenir, les paramètres climatiques de la commune estimés pour 2050 selon différents scénarios d’émission de gaz à effet de serre sont consultables sur un site dédié publié par Météo-France en novembre 2022.

## Urbanisme

### Typologie
Au 1er janvier 2024, Authevernes est catégorisée commune rurale à habitat dispersé, selon la nouvelle grille communale de densité à 7 niveaux définie par l'Insee en 2022.
Elle est située hors unité urbaine. Par ailleurs la commune fait partie de l'aire d'attraction de Paris, dont elle est une commune de la couronne,.

### Occupation des sols
L'occupation des sols de la commune, telle qu'elle ressort de la base de données européenne d’occupation biophysique des sols Corine Land Cover (CLC), est marquée par l'importance des territoires agricoles (92,6 % en 2018), en diminution par rapport à 1990 (95,6 %). La répartition détaillée en 2018 est la suivante : 
terres arables (74,5 %), zones agricoles hétérogènes (18,1 %), zones urbanisées (3,3 %), mines, décharges et chantiers (2,9 %), forêts (1,2 %). L'évolution de l’occupation des sols de la commune et de ses infrastructures peut être observée sur les différentes représentations cartographiques du territoire : la carte de Cassini (XVIIIe siècle), la carte d'état-major (1820-1866) et les cartes ou photos aériennes de l'IGN pour la période actuelle (1950 à aujourd'hui).

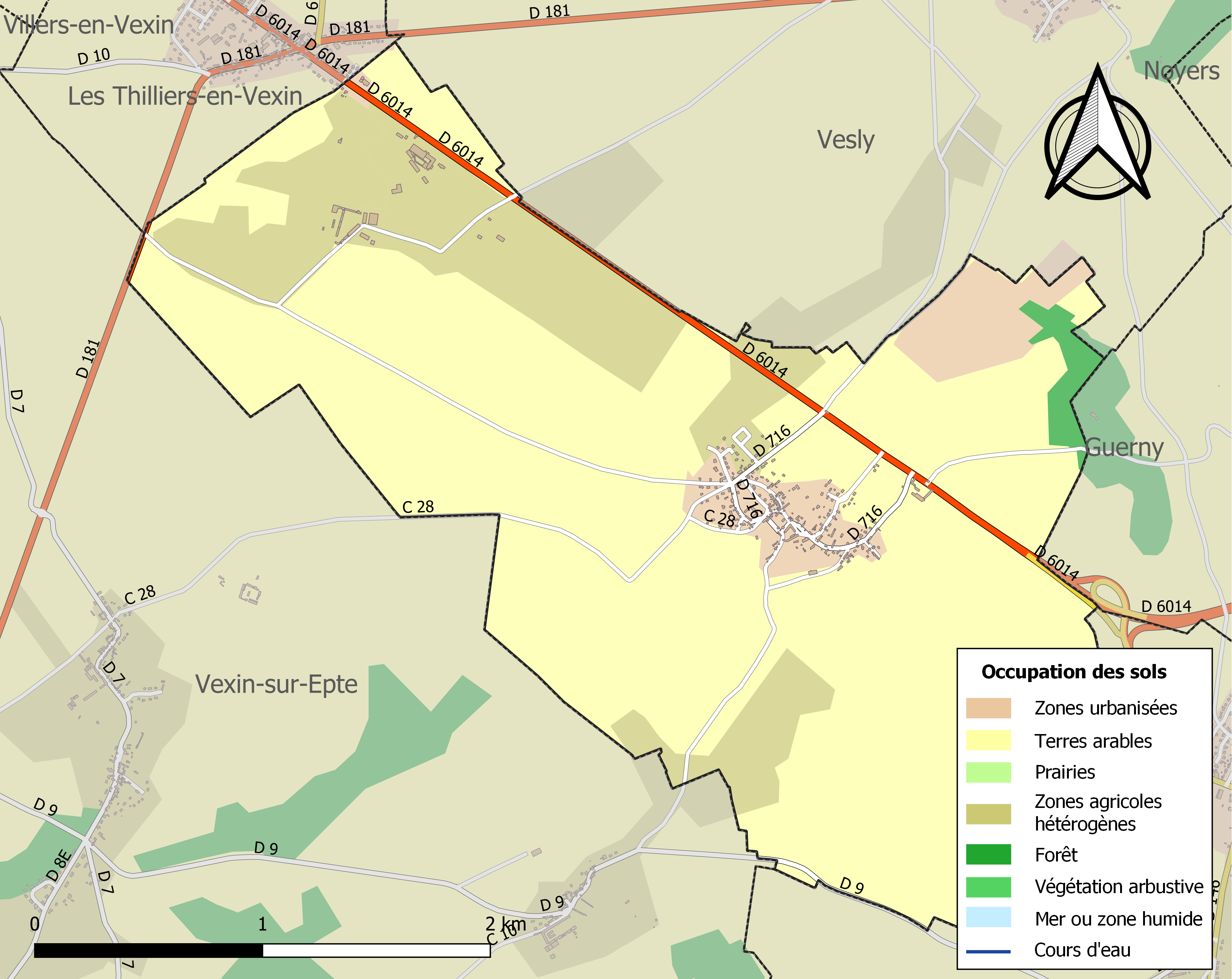
Carte des infrastructures et de l'occupation des sols de la commune en 2018 (CLC).

## Toponymie
Le nom de la localité est attesté sous la forme Altavesna en 1051 et 1056, Altavesne vers 1063 (cartulaire de la Trinité-du-Mont), Alta Avesna en 1152 (charte Majoris Monasterii), Autavesna en 1156 (bulle d’Adrien IV), Alta Avesna en 1180, Autevesnes en 1214, Aute Avesne en 1216 (charte du prieuré de Vesly), Autevesne en 1236, Hauteverne en 1354 (aveu, archives nationales ), Autevergne en 1738, Haute Verne en 1781, Autheverne en 1793, Auteverne en 1801.
Il s'agit d'un type toponymique en Avesnes, précédé du bas latin altus, d'où le sens global de « haute avesne », c'est-à-dire « haute pâture ».
Le s primitif a muté en r comme c'est parfois le cas en phonétique. Cette évolution se retrouve dans les toponymes, exemple : Avesna> Avernes.

## Histoire
La première mention du fief est faite en 1152, au nom de Guillaume d'Authevernes, seigneur de Chaumont. Au XIIe siècle, la famille de Tournebu possédait à Authevernes un fief très important : lors de la conquête de la Normandie, Philippe Auguste donna à un seigneur français, Baudouin Daniel, de la famille de Bois d'Ennemets, tout ce que Jean de Tournebu possédait à Authevernes. Prévoyant que ce dernier n'aurait pas d'enfant, il transféra à son frère Gilbert Daniel le fief d'Authevernes en 1216. En 1226, le fort se tenait dans la famille de Trie, puis demeura longtemps dans la famille de Fours. Ces deux familles donnèrent leurs noms aux villages de Trie-Château et de Fours.

Un dénommé Claude Daniel achète aux chartreux de Gaillon la présente seigneurie en 1763. Ce chevalier est écuyer de la reine en 1733. Lieutenant général, il meurt le 1er mars 1790

## Politique et administration
| Période                                  | Période                         | Identité     | Étiquette | Qualité |
| ---------------------------------------- | ------------------------------- | ------------ | --------- | --- |
| Les données manquantes sont à compléter. |                                 |              |           | |
| mars 2001                                | En cours (au 25 septembre 2020) | James Blouin | DVD       | Responsable d’un magasin informatique retraité Président de la CC Gisors-Epte-Lévrière (2014 → 2016) Vice-président de la CC du Vexin Normand (2017 → ) Vice-président du SYGOM (2020 → ) Réélu pour le mandat 2020-2026, |

## Démographie
L'évolution du nombre d'habitants est connue à travers les recensements de la population effectués dans la commune depuis 1793. Pour les communes de moins de 10 000 habitants, une enquête de recensement portant sur toute la population est réalisée tous les cinq ans, les populations de référence des années intermédiaires étant quant à elles estimées par interpolation ou extrapolation. Pour la commune, le premier recensement exhaustif entrant dans le cadre du nouveau dispositif a été réalisé en 2005.

En 2022, la commune comptait 466 habitants, en évolution de +17,38 % par rapport à 2016 (Eure : −0,25 %, France hors Mayotte : +2,11 %).
| 1793 | 1800 | 1806 | 1821 | 1831 | 1836 | 1841 | 1846 | 1851 |
| ---- | ---- | ---- | ---- | ---- | ---- | ---- | ---- | ---- |
| 273  | 303  | 267  | 294  | 297  | 310  | 300  | 287  | 278  |

| 1856 | 1861 | 1866 | 1872 | 1876 | 1881 | 1886 | 1891 | 1896 |
| ---- | ---- | ---- | ---- | ---- | ---- | ---- | ---- | ---- |
| 282  | 268  | 250  | 250  | 252  | 222  | 242  | 221  | 197  |

| 1901 | 1906 | 1911 | 1921 | 1926 | 1931 | 1936 | 1946 | 1954 |
| ---- | ---- | ---- | ---- | ---- | ---- | ---- | ---- | ---- |
| 221  | 206  | 186  | 186  | 193  | 177  | 180  | 194  | 155  |

| 1962 | 1968 | 1975 | 1982 | 1990 | 1999 | 2005 | 2006 | 2010 |
| ---- | ---- | ---- | ---- | ---- | ---- | ---- | ---- | ---- |
| 137  | 180  | 202  | 225  | 273  | 361  | 395  | 405  | 359  |

| 2015 | 2020 | 2022 | - | - | - | - | - | - |
| ---- | ---- | ---- | - | - | - | - | - | - |
| 390  | 448  | 466  | - | - | - | - | - | - |

## Culture locale et patrimoine

### Lieux et monuments

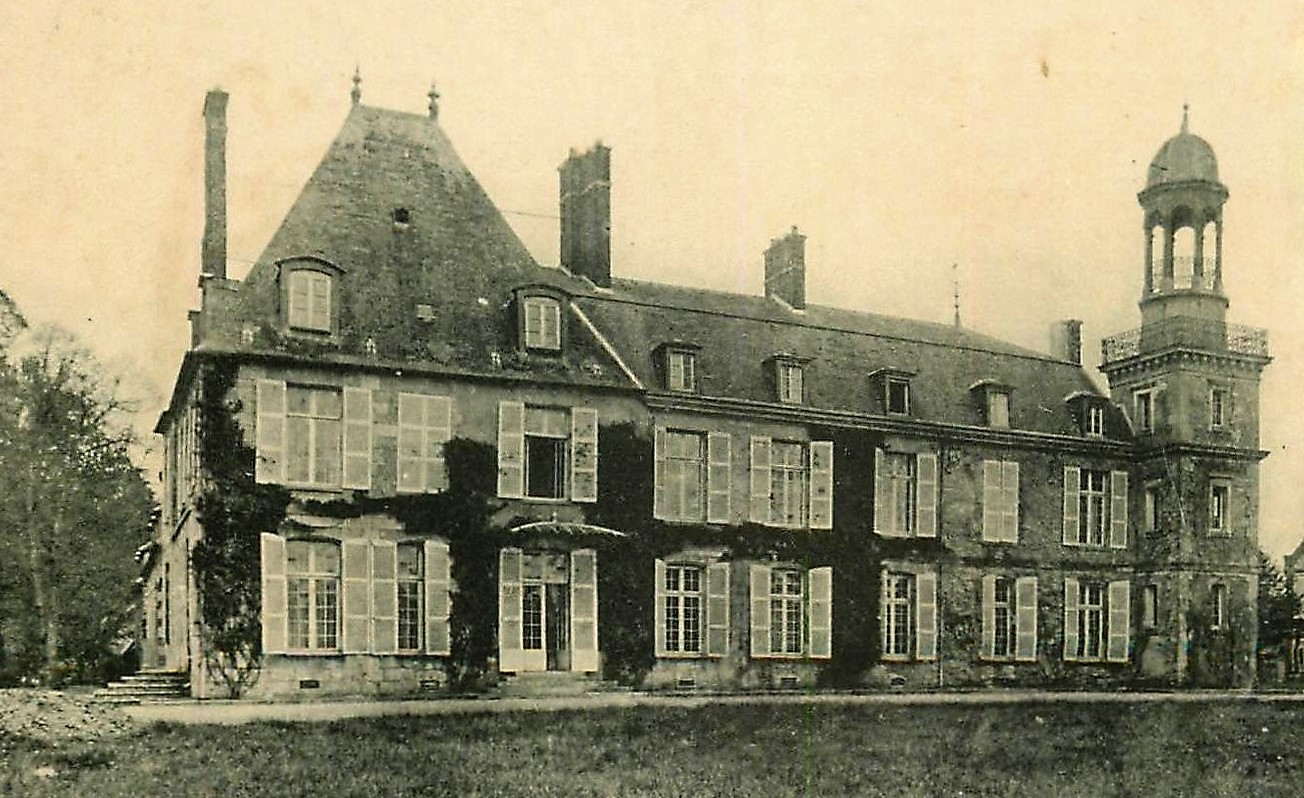
Le château du Bois de Nemetz en 1910.

Authevernes compte sur son territoire un édifice inscrit au titre des monuments historiques :
- L'ancien manoir, dit Ferme du Fort (XIIIe et XVe)  Inscrit MH (1933)[25]. Laissée à l'abandon de 1947 à 1989, cette « ferme » ou « maison fortifiée » a connu bien des dégradations[26], d'abord par le propriétaire qui en vend les tuiles et les boiseries, puis durant la dernière guerre, où la tour nord-est fut décapitée pour y installer une batterie de défense contre-aéronefs et enfin, à cause d'un incendie dans la grange sud-ouest qui en détruit toute la charpente peu avant 1980. En 1989, de nouveaux propriétaires acquièrent l'ensemble et s'efforcent de lui rendre son lustre originel. Dans la partie de la basse cour qui était en friche, ils créent un jardin d'inspiration médiévale, mélangeant fleurs, plantes médicinales, fruits et légumes dans un verger et un potager.

Par ailleurs, plusieurs autres édifices sont inscrits à l'inventaire général du patrimoine culturel :
- l'église Notre-Dame (XIIIe et XVIIIe)[27]. Le chœur et le clocher datent du XIIIe siècle. La nef a été reconstruite en 1785 ;
- le château du Bois de Nemetz[Note 4] (XVIIIe et XIXe)[28]. Le logis, qui date du XVIIIe siècle, a été remanié au XIXe siècle. Le colombier est détruit ;
- le presbytère (XVIIIe)[29].

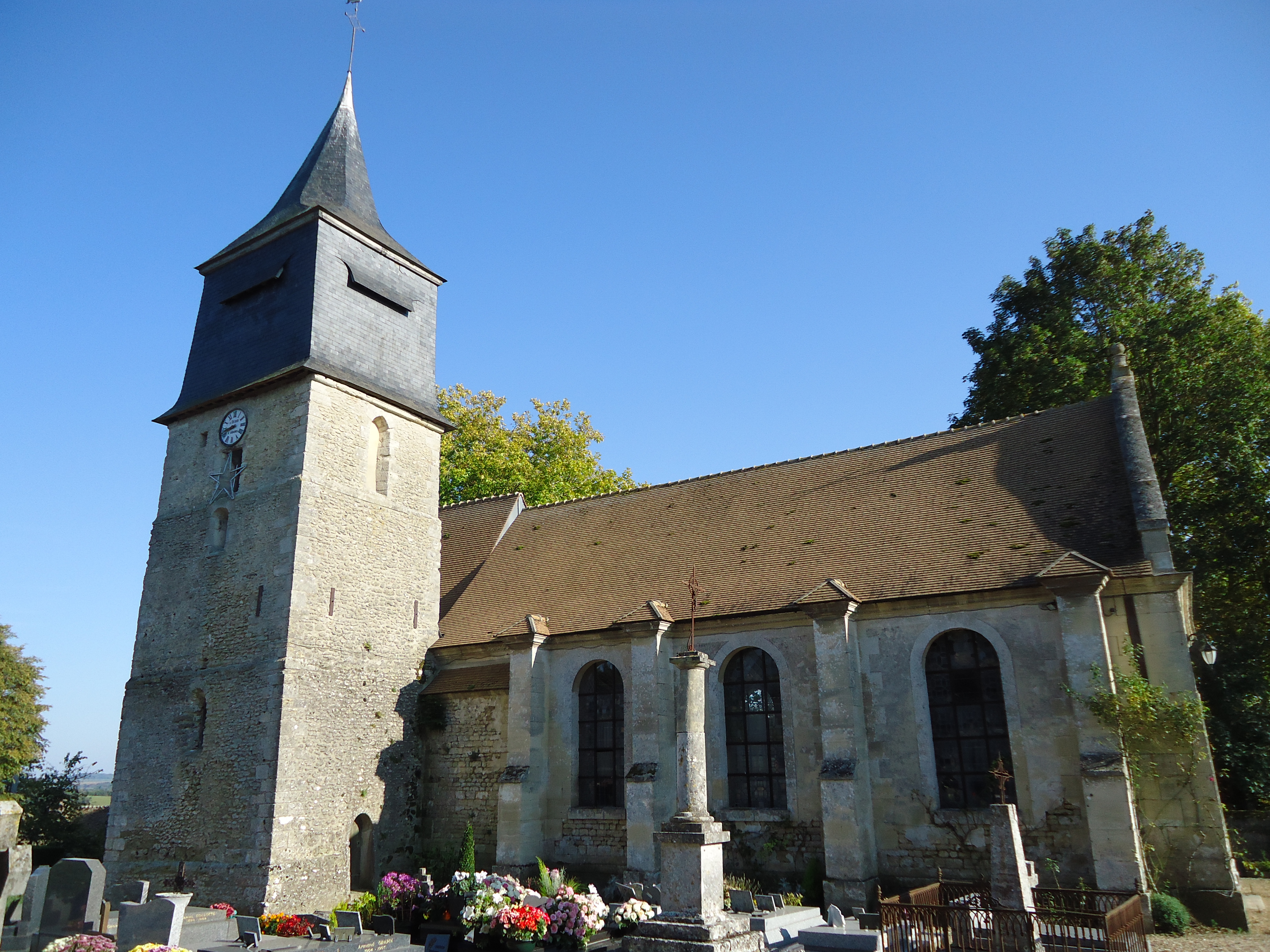
L'église Notre-Dame.
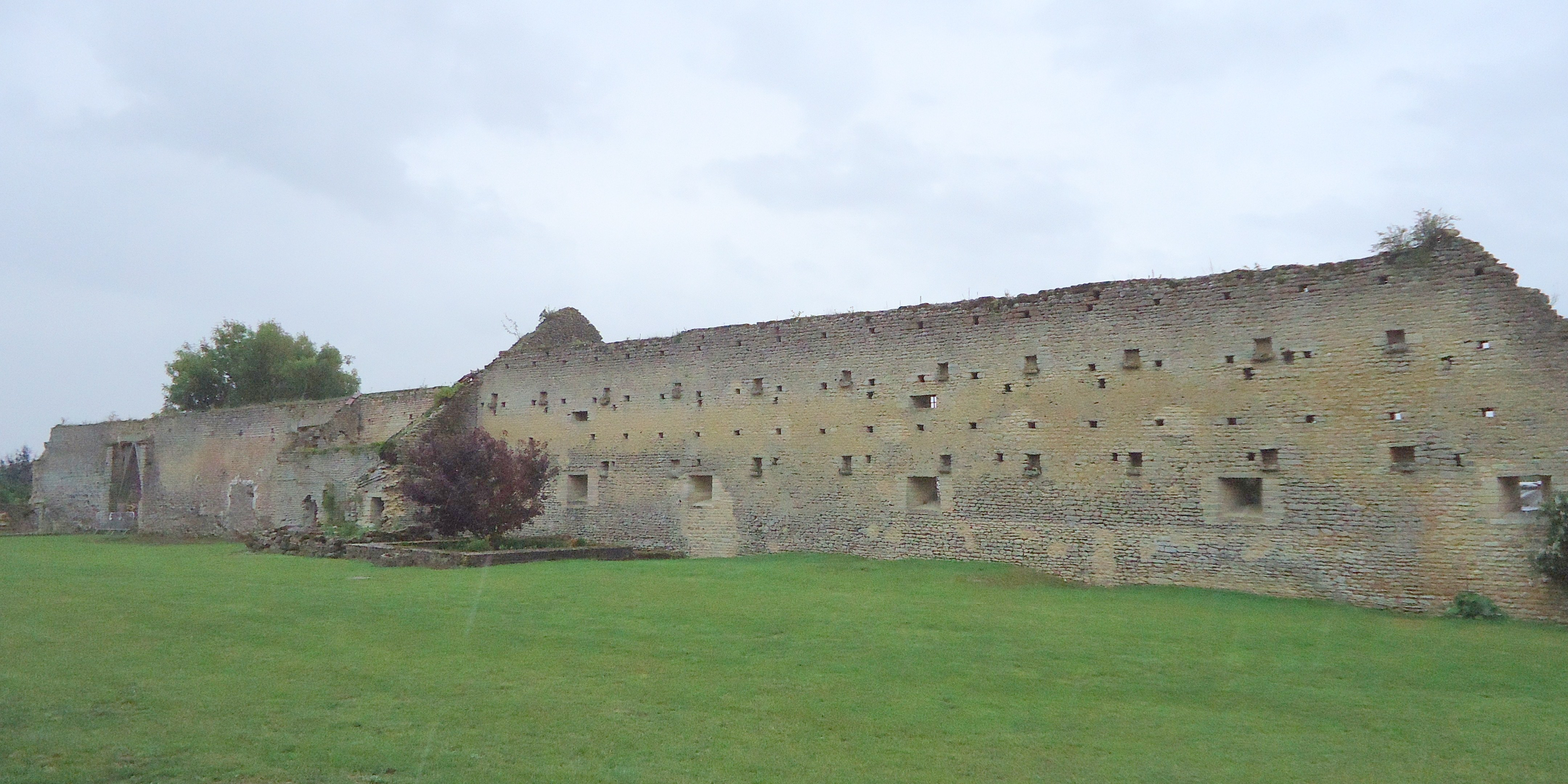
Les ruines de la ferme fortifiée.
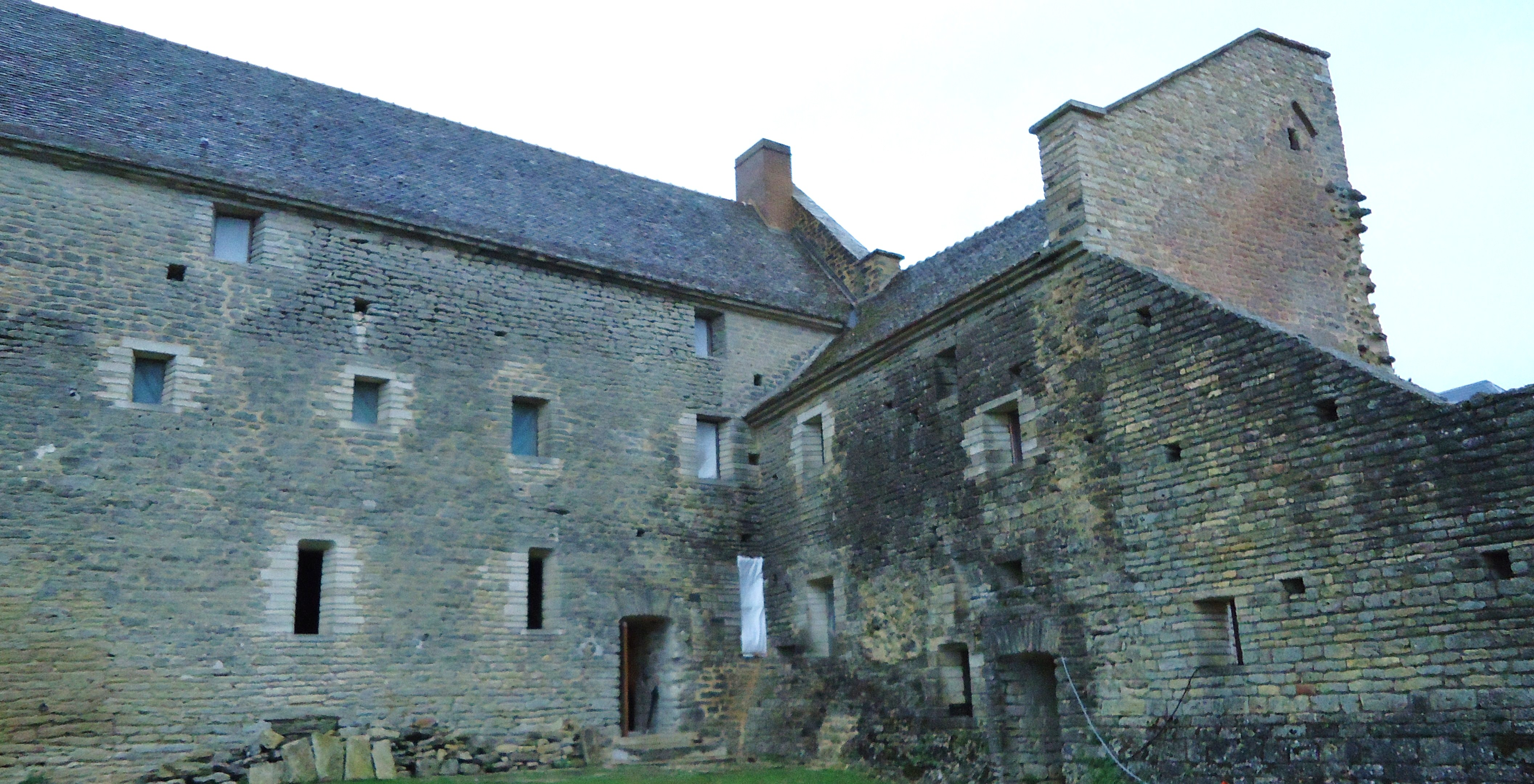
L'ancien manoir dit ferme du Fort.

### Patrimoine naturel

#### Site classé
La vallée de l'Epte est un  Site classé (1982).

### Personnalités liées à la commune
- André Alexandre Legrand (1796-1862), homme politique né à Authevernes, député de l'Eure de 1849 à 1851.
- Un musicien du nom de Gasse a donné son nom à une rue du village.

### Héraldique
|  | Les armoiries d'Authevernes se blasonnent ainsi : Mi-parti : au 1er de gueules à deux léopards d’or, armés et lampassés d’azur, au 2e d'argent à l’aulne au naturel sur une terrasse de sinople. Création Barthel et Denis Joulain. Adopté le 16 juin 2014. Les deux léopards d'or des armoiries d'Authevernes rappellent les armoiries de la Normandie. |